# Johann Georg Pinsel
Johann Georg Pinsel (en ukrainien : Іван Георгій Пінзель ; en polonais : Jan Jerzy Pinzel), né vers 1701 et mort à Buczacz, en Galicie, en 1761, est un sculpteur baroque considéré comme l'un des plus importants artistes galiciens du XVIIIe siècle.

## Biographie
Au milieu des années 1740, Pinsel rejoignit la cour de Mikołaj Potocki, noble polonais d'origine ruthène et mécène, à Buczacz, une ville de Galicie, à l'époque partie du royaume de Pologne et aujourd'hui en Ukraine. Le 13 mai 1751, il épousa Mariana Kejtova (Majevska), dont il eut deux fils, Bernard et Anton. Pinsel décéda en 1761, à Buczacz.

## Ses œuvres
(liste non exhaustive)
Dans les années 1750-60, il travailla surtout avec l'architecte Bernard Meretyn. On leur doit, entre autres, la cathédrale Saint-Georges de Lviv et l'hôtel de ville de Buczacz. Le style de Pinsel se distingue par une grande expressivité et une gestuelle très vive.
Ses œuvres, réalisées pour des églises catholiques grecques ou romaines, ont souffert de l'abandon ou de la transformation de ces édifices pendant la période soviétique (1945-1990).

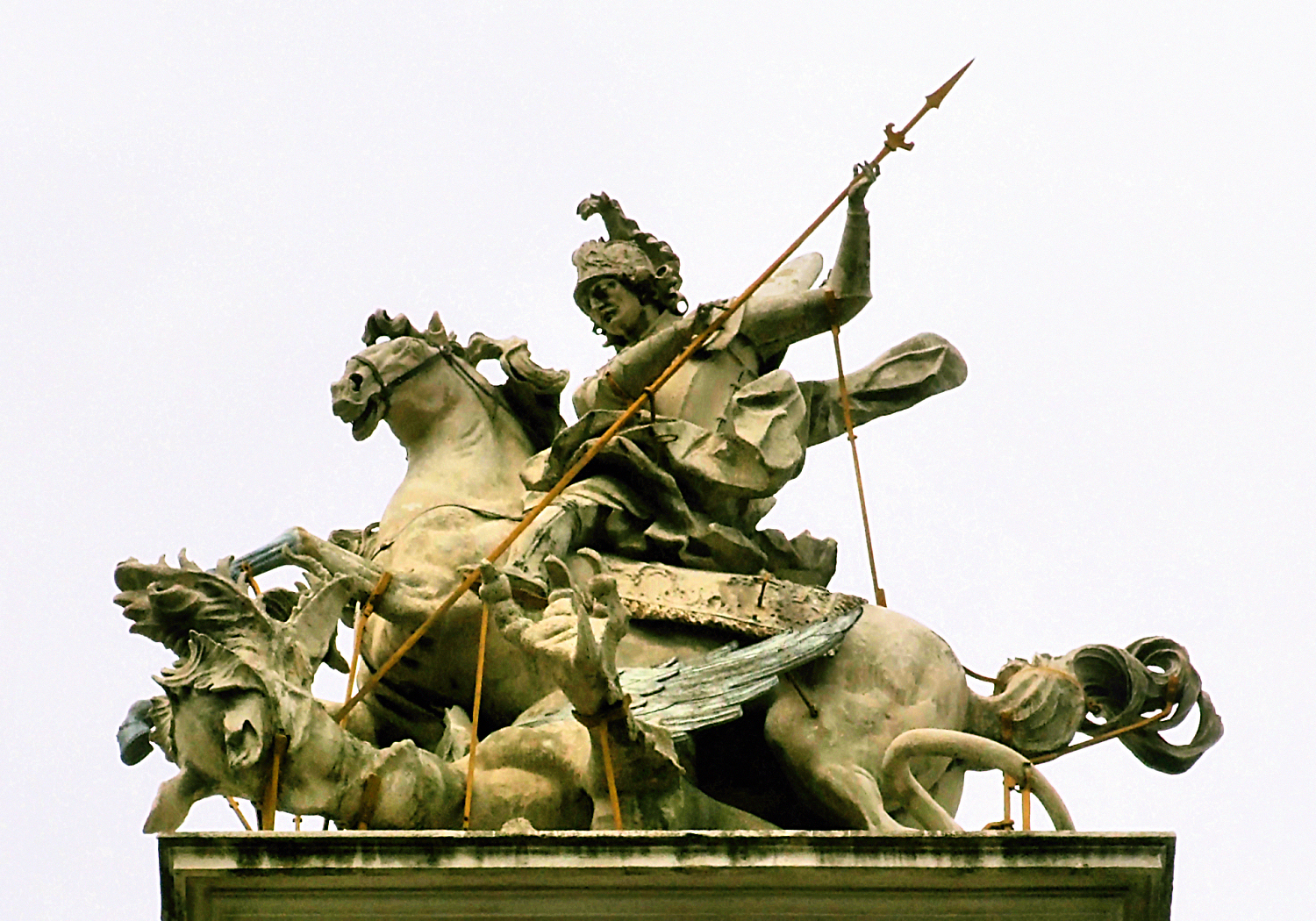
Portail de la cathédrale Saint-George à Lviv
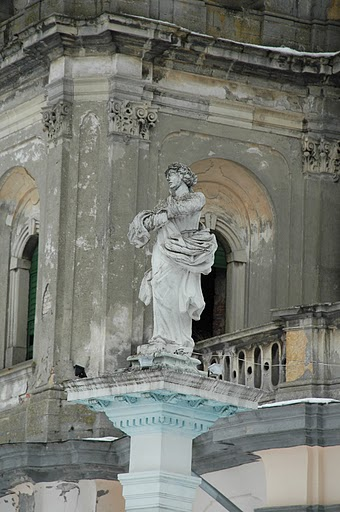
Vierge Marie
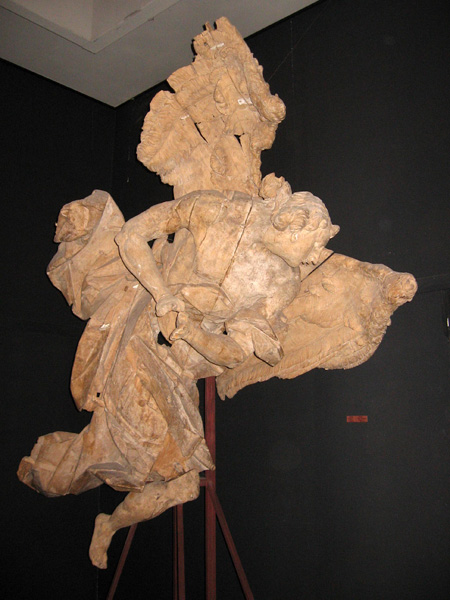
Ange
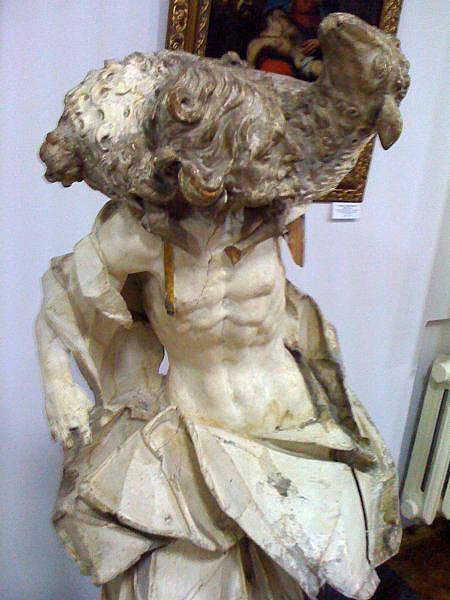
Bon pasteur
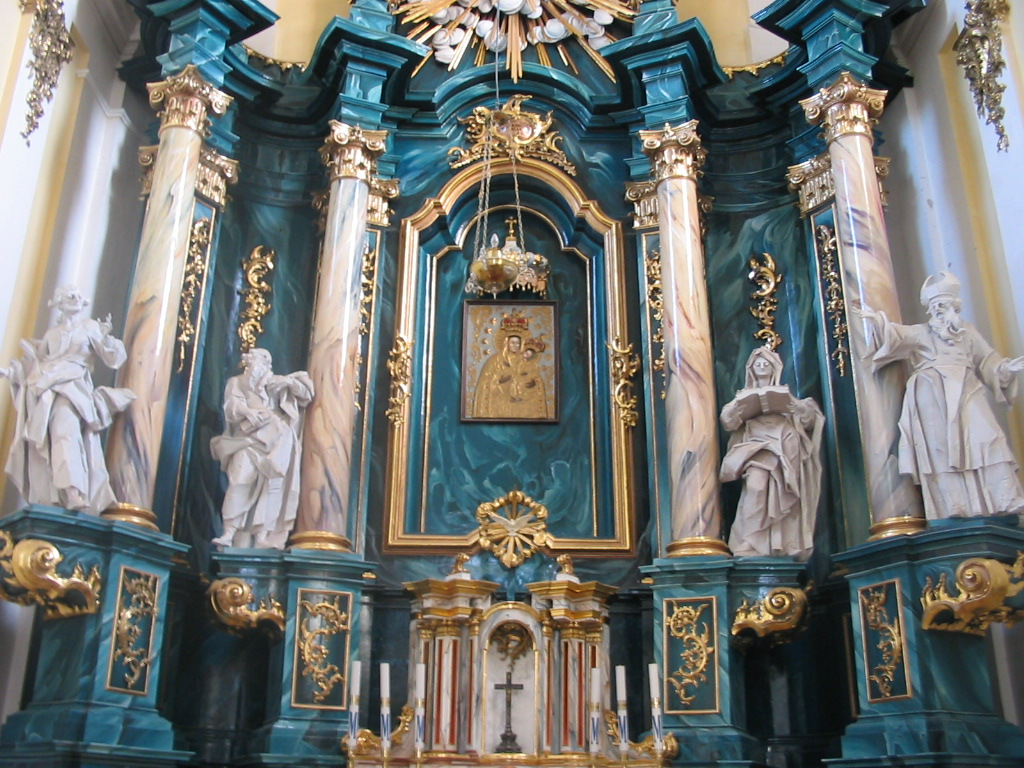
Intérieur de l'église à Buczacz

### Sculptures
- 1750 ca -   Saint-Valentin tenant par le bras un enfant épileptique , Bois polychrome, dim; h: 117 cm x l: 72 cm x p: 42 cm, Ternopil, Musée régional des Traditions locales
- 1752-1755 ca -  Saint-Joseph , Bois recouvert de peinture blanche, esquisse pour la statue du maître-autel de l'église des Missionnaires d'Horodenka, Munich, Bayerisches Nationalmuseum
- 1758 ca -   Samson tuant le lion , Bois polychrome et doré, dim; h: 139 cm x l: 160 cm x p: 110 cm, Lviv, Galerie des beaux-arts.
- 1758 ca -   Abraham sacrifiant Isaac , Bois polychrome et doré, dim; h: 157 cm x l: 120 cm x p: 90 cm, Lviv, Galerie nationale des beaux-arts
- 1758 ca -   Saint-Jean , Bois polychrome et doré, dim; h: 183 cm x l:108 cm x p: 63 cm, Lviv, Galerie des beaux-arts.
- 1758 ca -   Christ en Croix , Bois polychrome et doré, dim; h: 66 cm x l: 47 cm, Wroclaw Pologne, église Corpus Domini.
- 1758    -   Vierge de Douleur, Bois polychrome et doré, dim; h: 183 cm x l: 108 cm x p: 63 cm, Lviv, Galerie nationale des beaux-arts
- 1761    -   Sainte-Anne , Bois (autrefois) polychrome et doré, dim; h: 117 cm x l: 62 cm x p: 43 cm, Lviv, Galerie des beaux-arts. Provient de l'église d'Horodenka.
- 1761    -   Sainte-Élisabeth, Bois, provient de l'église d'Horodenka
- 1761    -   Saint-Joachim, Bois, provient de l'église d'Horodenka.

## Musées, monuments
- Le musée Johann Georg Pinsel (en ukrainien Музей «Івана Георгія Пінзеля»), dépendant de la Galerie nationale d'art de Lviv, installé depuis 1996 au sein de l’ancien couvent des Clarisses à Lviv[1]
- La Galerie nationale d'art de Lviv possède notamment les huit sculptures en bois polychromé et doré du chœur de l’église d’Hodovytsia (en) (comprenant un Christ en croix, deux anges, la Vierge, saint Jean, Abraham et Isaac, et Samson tuant le lion) [2].
- Église Corpus Domini de Wroclaw, Pologne :  Christ en Croix  -
- Église des Missionnaires d'Horodenka :  Saint-Joseph  statue du maître-autel.
- Bayeriches Nationalmuseum, Munich :  Saint-Joseph  (esquisse en bois) -
- Ternopil, Musée régional des Traditions locales :  St-Valentin tenant par le bras un enfant épileptique -
- cathédrale Saint-Georges de Lviv
- Hôtel de ville de Buczacz.

## Expositions
- 2012-2013 - Musée du Louvre, jusqu'au 25 février 2013,  Johann Georg Pinsel, un sculpteur baroque en Ukraine au XVIIIe siècle , Paris.